# Ants Laikmaa-museum
Het Ants Laikmaa-museum, ook wel het Ants Laikmaa-huismuseum genoemd (Estisch: Ants Laikmaa Majamuuseum) is een museumwoning in het Estse dorp Kadarpiku. Het museum is gevestigd in de laatste woning van de schilder Ants Laikmaa.
Op de begane grond van het huis is een expositie over Laikmaa; op de bovenverdieping zijn zijn atelier, kantoor en slaapkamer te zien, met persoonlijke bezittingen van de schilder. 
Het gebouw werd in 1917 ontworpen op basis van tekeningen van Laikmaa zelf. Het is gebouwd in de nationaal-romantische stijl, wat in Estland ongebruikelijk was voor die tijd. Na 1932 verhuisde Laikmaa permanent naar dit nieuwe huis, waar hij op 19 november 1942 overleed. Hij werd begraven in het park rondom het huis dat hij zelf had laten bouwen, met meer dan 250 soorten planten en bomen. Een eikenlaan, met bomen geschonken door collega's en vrienden, leidt naar zijn graf. In het park bevindt zich ook een klein zomerhuisje dat de kunstenaar Tusculum noemde.
In 1960 opende het museum zijn deuren. De opening werd verricht door Aleksander Ansberg, de toenmalige Estse minister van Cultuur. Vele prominente personen waren aanwezig, onder wie Laikmaa's zus Anni Laipmann en de schrijver Friedebert Tuglas.
Het museum wordt beheerd door de stichting Haapsalu en Läänemaa-museums.
Ants Laikmaa huismuseum · Ests spoorweg- en communicatiemuseum · Ilon's Wonderland · Kasteel Haapsalu ·  Stadhuis van Haapsalu